# Eugenia umtamvunensis
Eugenia umtamvunensis är en myrtenväxtart som beskrevs av A.E.van Wyk. Eugenia umtamvunensis ingår i släktet Eugenia och familjen myrtenväxter. IUCN kategoriserar arten globalt som sårbar. Inga underarter finns listade i Catalogue of Life.